# Ambavia capuronii
Ambavia capuronii là loài thực vật có hoa thuộc họ Na. Loài này được (Cavaco & Keraudren) Le Thomas mô tả khoa học đầu tiên năm 1972.